# 国鉄キハ44500形気動車
国鉄キハ44500形気動車（こくてつキハ44500がたきどうしゃ）は、日本国有鉄道が液体式変速機の実用化を目的として、1953年に試作した気動車である。
本稿では、44500形の開発経緯と不可分である「日本の気動車用液体式変速機の起源」についても記述する。

## 開発の経緯
第二次世界大戦前の日本国鉄では気動車の動力伝達方式にクラッチとギアボックスによる機械式を使用していたが、輸送量の少ない支線での単車運転が前提で総括制御が不可能であった。戦後はディーゼル動車の総括制御を模索するため電気式を採用したキハ44000・41000・42000形が1952年から1953年にかけて登場したが、総括制御は実現できたものの動力伝達効率が機械式よりも低く、製造費用が高く重量級で構造も複雑であるなどの課題があった。
電気式と並行してトルクコンバータを使用する液体式による総括制御の研究も続けられており、戦前の南満洲鉄道では1938年に輸入品のフォイト式液体変速機を搭載したケハ7型が営業運行を開始し、鉄道省では1936年にキハ41000形キハ41038・41105に液体変速機を搭載しての現車試験が実施された。この変速機は神戸製鋼所がスウェーデンのユングストローム社よりリスホルム・スミス式の特許を購入して試作されたもので、DFR1.15と称した。
液体変速機の研究は太平洋戦争の勃発により一時中断されたが、戦後の1951年にこれらの変速機を振興造機で整備の上、キハ42500形キハ42503・42504に搭載して試験を再開した。この試験の結果が良好であったこと、同時期には液体変速機の量産体制が整ったことから、総括制御可能な液体式の先行試作車として1953年3月に登場したのがキハ45000形である。キハ44500 - 44503の4両が日本車輌製造本店で製造された。

## 構造

### 車体
電気式気動車であるキハ44000形増備グループと同型の、湘南形先頭形状、ステップ付3ドア（手動扉）、バス窓の片運転台である。小車体断面、小型座席、排気余熱暖房装置などの客室設備も同様であり、トイレもない。車体重量は電気式のキハ44000形が約35t、キハ44100形が約34tであったのに対して液体式のキハ44500形は30.4tとなり、約5 t軽量化された。
内装には従来のベニヤ板塗装に代わり新素材のメラミンプラスチックを用いたデコラ化粧板を採用して、塗装を省略した。

### 主要機器

#### エンジン・変速機
エンジンは在来型を改良したDMH17Bで、出力160ps・回転数1,500rpmである。液体変速機と組み合わせるためはずみ車室を変更、燃焼室を渦流室式から予燃焼室式に変更し、従来のDMH17Aに比して出力を10ps向上させた。
液体変速機は振興造機で製造されたTC-2が採用された。トルクコンバータは3段6要素形と呼ばれるもので、変速・直結の2段制御が可能とされた。制御方式は電磁空気式で、クラッチは乾式単板構造とされた。油止めには合成ゴムのオイルシールが使用された。

#### 台車・逆転機

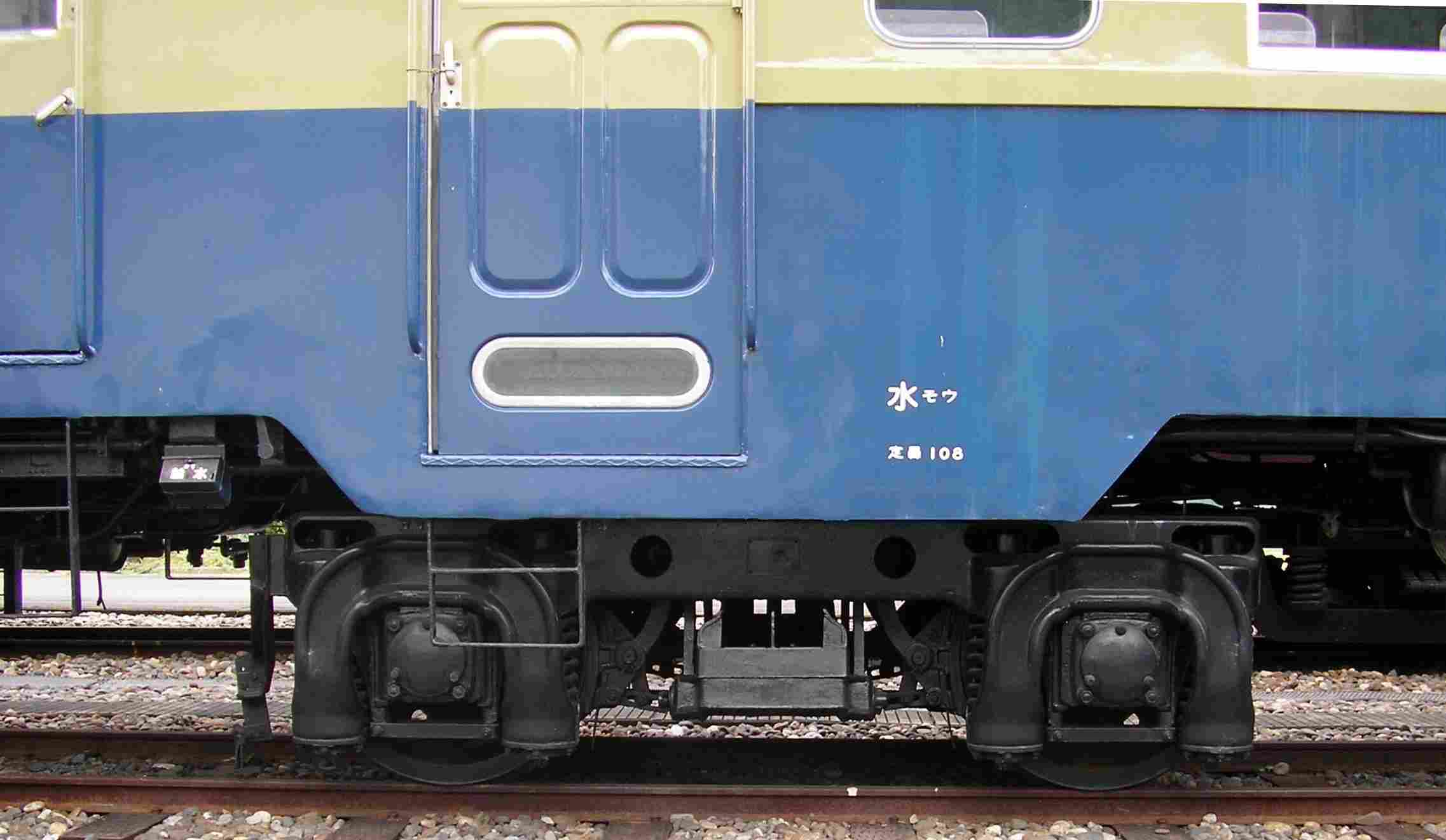
TR49形台車

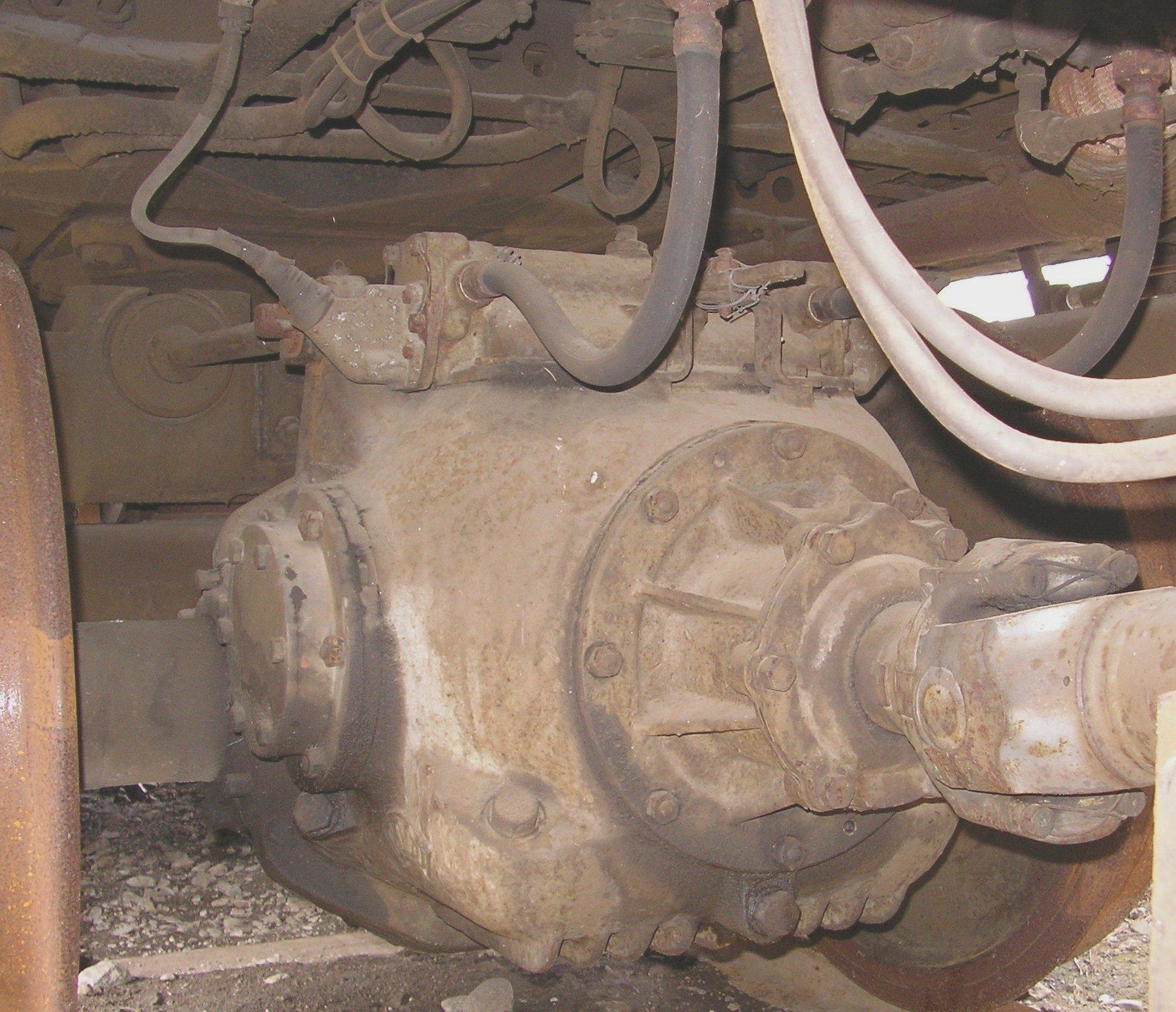
台車装架逆転器(写真はキハ35系のもの)

台車は新型のDT19（動力台車）およびTR49（付随台車）で、運転台側に付随台車、非運転台側に動力台車が装着された。ホイールベースは電気式気動車用のDT18より300 mm短縮された2,000 mmで、プレス加工鋼板製で下天秤ウィングばねの軸箱支持方式を持つなど、基本構造は共通しているが、軽量化のために端梁が省略され、側枠とトランサム（横梁）が全溶接の強固な一体構造とされた点で改良が施されていた。枕ばねにはDT18と同様に防振ゴムブロックを使っていた。
基礎ブレーキ装置はDT18では両抱き式であったが、制動時に軸ばね作用がなくなり上下振動が多くなったため、DT19ではこれを防止するため片押し式に変更された。
液体式気動車は、エンジンの動力で直接車軸を駆動する点では機械式気動車と同様である。変速機本体には回転方向の逆転機構が搭載されていないため、DT19の横梁に2本の平行リンクで支持する形で逆転機が装備された。このため2軸駆動のDT18と異なり、1軸駆動となった。
この逆転機自体は、戦前から機械式気動車に用いられていた標準品をベースとしたが、逆転にワイヤーとロッドを用いる伝統的な構造ではなく、総括制御に対応し、電磁弁とエアシリンダーによる遠隔操作で編成全車の一斉切り替えを可能としている。

#### マスコン・ブレーキ
運転台マスコンは液体式気動車用に新開発されたMC18を搭載した。この制御器には、電磁弁に連動して燃料制御を担うノッチレバーと、変速切替ハンドルが備わる。切替ハンドルは「中立」「変速」「直結」の3ポジションが設定され、速度域に応じて運転士が手動切替する仕様となっている。運転台には直結、中立、変速の位置を表示するパイロットランプが設置された。
ブレーキは既にキハ44000形で導入されていたDA1形自動空気ブレーキが引き続き採用された。

#### 連結器・ジャンパ連結器
連結器はキハ44000形と同様に従来型自動連結器を軽量タイプとしたものが搭載された。ジャンパ連結器はキハ44000形と同じく制御・ブレーキ指令用にKE53形2本とされた。

## 登場後の経過

### 液体式の標準化とキハ45000系の量産
本系列は東海道本線,川越線ほかで走行試験が行われた。初期トラブルはあったが改良によって克服し、所期の性能を発揮するに至った。電気式のキハ44000形と比較して重量、製造費用、効率、保守の各面で優位であると結論付けられた。
キハ44500形の実績により、1953年下期からは量産型の液体式気動車であるキハ45000系（後のキハ10系、キハ17系）の増備が開始された。走行性能が同一である44500形も、それらに伍して一般営業に用いられるようになる。1956年にはキハ44500形にキハ45000系と同じTK5ドアエンジンを設置する改造が大宮工場で施工された。
しかし、45000形は貫通型運転台を備えて運用上の機動性が高いのに対し、44500形の湘南形運転台は通り抜けできない非貫通型で分割併合時の制約があり、わずか4両の少数派ということもあって、ほどなく運用の不便さが問題となった。
キハ44500形は1957年4月1日の形式称号改正でキハ15形キハ15 1 - 4となった。

### キハユニ15形への編入
キハ15形は全車が1959年11月から1960年3月にかけて郵便荷物（合造）気動車のキハユニ15形へ改造された。元電気式のキハ44000形を液体式に改造したグループに編入される形となり、番号は電気式改造車に続いてキハユニ15 16 - 19となった。
以後各地で普通列車に連結されて使用された。時には急行列車の先頭に立ったこともあるが、老朽化により1980年までに廃車されている。

## 日本の気動車用液体式変速機の起源

### 流体クラッチ
太平洋戦争以前の日本において、気動車の動力伝達手段は機械式がほとんどを占めていた。欧州では電磁制御もしくは電磁油圧制御式の変速機を使用して2両以上の車両を先頭車から一括して遠隔制御する「総括制御」式の気動車が実用化されていたが、日本においては南満洲鉄道のケハ6型およびキハ4型用に三菱重工業製の磁星変速機と呼ばれる電磁制御4段式変速機が使用されたのみであった。
総括制御を実用化する目的で1930年以降電気式気動車の研究が進められたが、「エンジン→発電機→モーター→車軸」と多段階を踏む方式であるため、一般に重量過大かつ高コストになりがちな問題があった。このため、1930年代の日本では試行的な少数例を見るのみに終わっている。
流体接手（フルード・カップリング　fluid coupling）は、1905年にドイツのフルカン造船所で、ヘルマン・フェッティンガー（Hermann Foettinger 1877 - 1945）により、蒸気タービン機関の減速用に開発された。密閉されたケース内で羽根車2組を向き合わせて液体（フルード）を満たす。入力側の羽根車（ポンプインペラー）を回転させると、出力側羽根車（タービンランナー）も液体の流動によって回転する。いったん液体を介して動力を伝えるため、動力源の回転ムラや急激な起動などがあっても、安定した出力が得られる。
1930年代以降、ヨーロッパ各国に流体継手使用のディーゼル機関車や気動車が導入されて、その中には総括制御可能なものも含まれており、日本においても先述の満鉄向け気動車のほか、江若鉄道DC301形、岩手開発鉄道DC38形、常総筑波鉄道DD501形、鹿島鉄道DC351形、西濃鉄道DD40形DD401号機などの流体継手を使用した機械式ディーゼル機関車が導入されている。
流体接手の開発後ほどなく、これを発展させて考案されたのがトルクコンバーター Torque converter である。流体接手の内部に「ステーター」と呼ばれる補助羽根車を加えた構造で、入力によって生ずるフルードの流動がステーターによってより強められ、結果としてトルク増大効果を生じさせる（高速域ではフルード・カップリングと同様の動作となる）。
これらを総称して「流体クラッチ」と呼ぶこともある。
流体クラッチは鉄道車両にも使用可能な技術であり、1920年代以降にドイツで研究が始められた。流体継手はすべり率が97-98 %と高く、内部の流体を密閉・自然冷却式としたシンプルなものであったが、トルクコンバーターは、そのまま変速機の代用とするには出力損失が大きく、かなりの部分がフルードの撹拌熱に変換されて損失となる。このため、入力した駆動力全てを出力として取り出せず、トータルの伝達効率は最大効率となる回転数においても80 %台に過ぎない。

### リスホルム・スミス式変速機
本稿において取り上げるリスホルム・スミス式液体変速機（Lysholm-Smith torque converter transmission）の特徴は、直結クラッチの併用である。
トルクコンバーターを利用する領域を発進時から中速域までに限定し、高速域ではトルクコンバーターを介さず、併設した通常の摩擦クラッチを介して動力を直結伝達するようにした。この結果、エンジンの高速回転域での性能をストレートに活かすことができた。
もっともその初期はまだ技術が未熟であったため、変速機は変速段と直結段の2段2速に限られ、その切り替えも、運転士の技量によってタイミングを計るものであった。変速段によって発進、加速し、一定の速度域への到達をめどに、手動で直結段に切り替える。直結状態のままで速度が落ちるとエンストを起こすので、運転士は状況を見計らって変速段に落とさねばならなかった。

#### 神戸製鋼所のリスホルム・スミス式変速機
神戸製鋼所は、1936年にスウェーデンのユングストローム社 (Ljungströms Angturbin AB)からリスホルム・スミス式のDFR1.15液体変速機の製造ライセンスを取得した。電磁遠隔操作が可能な変速機であり、日本の鉄道における内燃車両の分野でも、機械式、電気式に次ぐ第3の伝達方式として取り上げられることになる。
神戸製鋼所は「神鋼式流体自動変速機DF1型」（DF15とも）と称するリスホルム・スミス式変速機を、合計4台製作した。うち2台は日本陸軍に戦車用として引き渡され、残り2台が鉄道省に提供されることになった。
鉄道省大阪鉄道局では、当時の標準形機械式ガソリンカーであるキハ41000形2両にこの変速機と重連総括制御用の回路を搭載して試験車とした。1936年以降姫路機関区などにおいて長期にわたる実用化研究を進め、関西本線、和歌山線、片町線、姫新線などで試運転が重ねられた。故障が続発したものの、改良を重ねた末に一応の信頼性を確保した。1940年10月には姫新線で試験運転を行い、良好な成績を収めている。また、この大阪鉄道局による試験とは別に、鉄道省本省により1936年に西成線でキハ42000形2両におなじく神戸製鋼所製リスホルム・スミス式変速機が搭載され、重連総括制御による運行がなされたとする文献もある。
だが日中戦争勃発以降の戦時体制下で燃料事情は逼迫しつつあり、太平洋戦争開戦と前後して気動車に関する技術革新はいったん頓挫する。キハ41000形に積まれていたDF1は取り外され、戦後に至るまでその存在は忘れられていた。

### TC-2形液体変速機

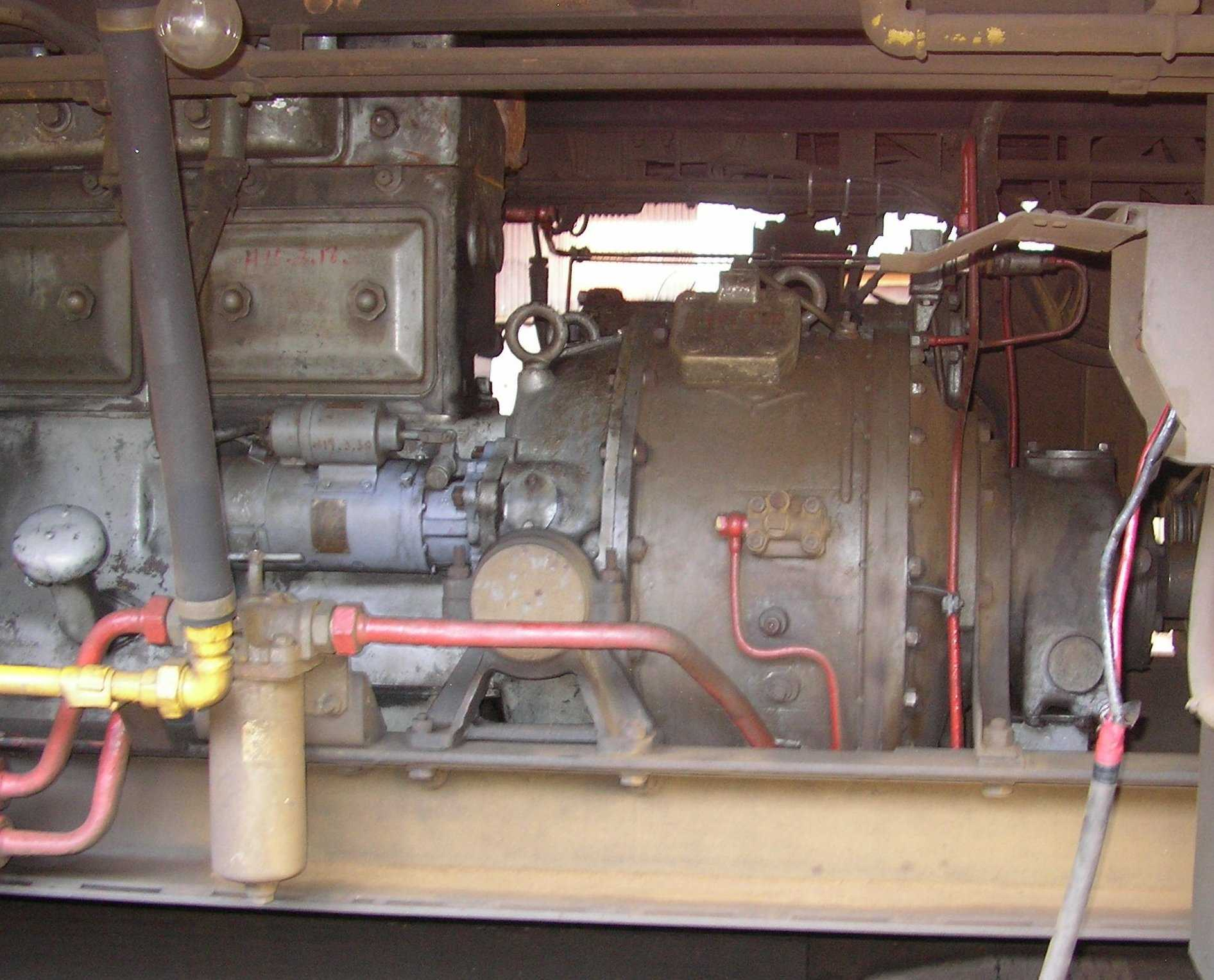
振興造機 TC-2A液体変速機。左のDMH17C型機関と接続されている

太平洋戦争後の1950年（昭和25年）に、神戸製鋼所大垣工場（工場開設は1943年〈昭和18年〉）が分社する形で、機械メーカーの振興造機（現・神鋼造機）が設立された。
同社は国鉄気動車の標準ディーゼル機関であるDMH17の開発・生産にも関わり、また液体変速機の分野でも重要なメーカーになっていく。
1951年（昭和26年）、行方不明になっていた2基のDF1が、国鉄高砂工場の一隅から「発見」された。気動車の総括制御手段を検討していた国鉄は、神戸製鋼の系列企業で内燃車技術を承継する振興造機の協力を得て、DF1の復旧と再試験を図った。
同年、戦前の試験で使われた41000形よりも大型で出力も5割増であるキハ42500形に名古屋工場（現・東海旅客鉄道名古屋工場）でDF1を搭載した。名古屋地区での若干の試運転の後に大宮機関区（現・大宮運転区）へ回送、11月27日に東海道本線での巡航試験、翌28日には御殿場線での勾配走行試験を行った。平坦区間ではさしたる問題はなかったが、御殿場線の試験では、負荷の掛かる25 ‰の急勾配で変速機が油漏れして空転し、エンジンが過回転停止するというトラブルが生じた。この時には、大宮で降ろした変速機を振興造機に送って修理させねばならなかった。
続く12月22日、再調整したDF1を搭載した42500形で、川越線・八高線経由で大宮 - 八王子間の試運転を行った。が、今度は直結への切り替え後にクラッチが滑るトラブルが生じ、クラッチ圧力のセッティング検討を余儀なくされた。
年が明けた1952年（昭和27年）1月17日、液体変速機のクラッチ調整を済ませた42500形は、八高線内の20 ‰勾配の登坂に成功、早速1月20日からは通常の機械式気動車と混用して川越線での一般営業運転に試験投入されたが、4日後には変速機のオイル漏れトラブルでまたもリタイアした。3月には42500形が更に1両、DF1搭載仕様に改造されて川越線での一般営業に投じられたが、これも6月にオイル漏れ故障を起こして使用不能となった。
国鉄上層部は変速機トラブルで総括制御気動車の実用化が遅々として進まないことに業を煮やし、先行する形で1952年（昭和27年）に電気式気動車のキハ44000形を試作させた。翌年までに合計30両の電気式気動車が就役したが、それらは出力に比してやや重量過大であり、コストの面でも条件を満足するものではなかった。技術陣も総括制御気動車の本命はあくまで液体式変速機であると考え、改良を推進した。
連発したオイル漏れの原因は、従前使用されていた金属製オイルシールの性能が不十分であったためで、国鉄と振興造機では抜本対策として合成ゴム製のオイルシールを導入し、ようやくオイル漏れを根治した。1952年（昭和27年）10月からは液体式変速機搭載の42500形2両で総括制御試験を行い、同年12月までの試験で実績を収めて、実用水準に達する目途をつけた。
振興造機はこの結果を元に、1953年（昭和28年）初頭に至り、「TC-2」液体変速機を完成させた。直結クラッチとして乾式単板クラッチを内蔵したこの液体変速機の実用化は、日本の鉄道の近代化における重要なエポックであった。
こうして、42500形の改造で続けられてきた液体式気動車の実用化試験が大きく進展したことから、キハ44500形が新造されることになった。

### DF115形液体変速機

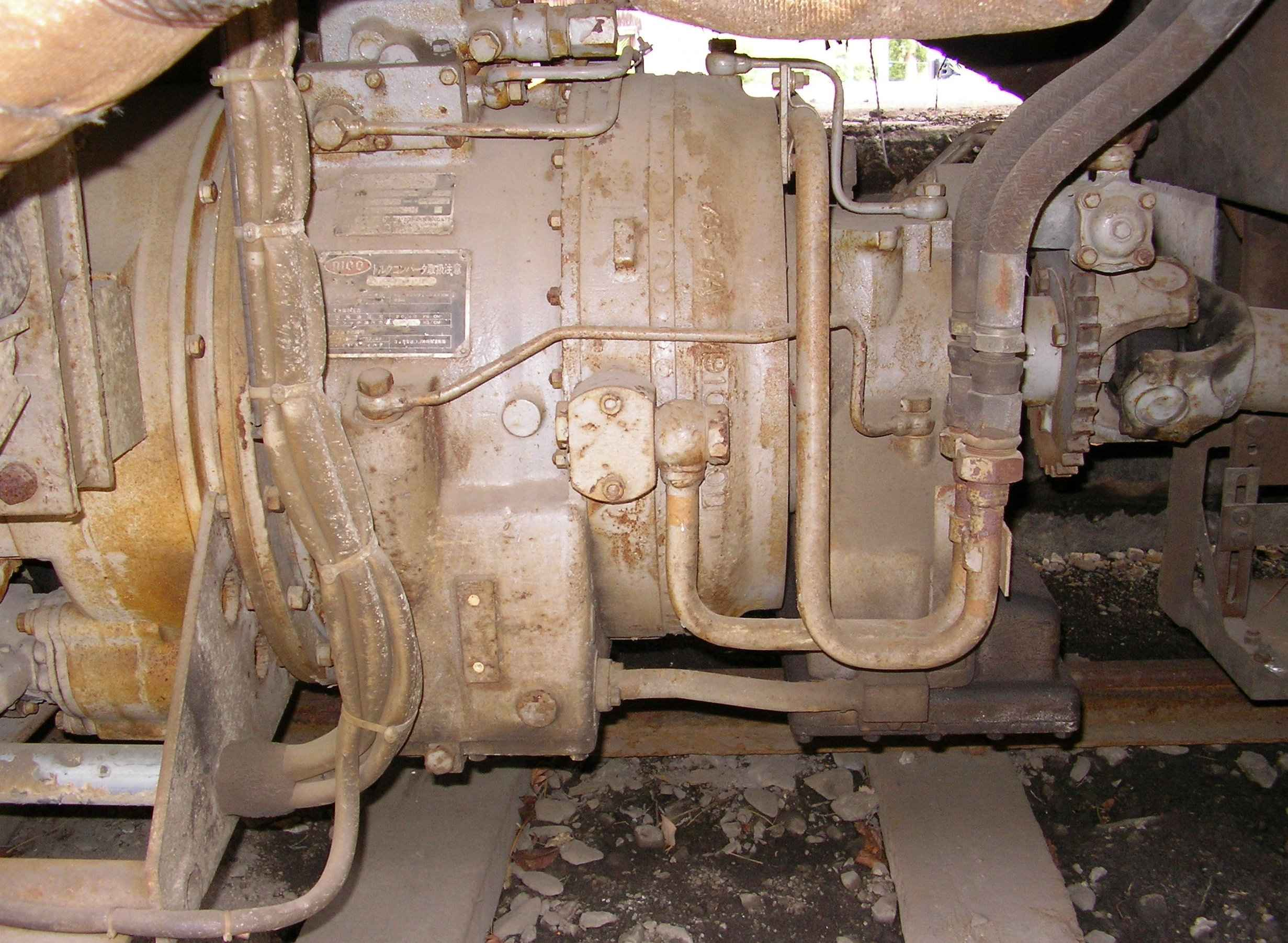
新潟コンバータ DF115A液体変速機

国鉄と振興造機が液体式変速機開発を進めていた時期、鉄道車両、エンジンメーカーである新潟鉄工所も液体式変速機の開発を計画、系列会社として新潟コンバーター（現・日立ニコトランスミッション）を1952年12月に新潟県加茂市に設立した。
新潟コンバーターはアメリカの変速機メーカーでリスホルム・スミス系の液体変速機を実用化していたツイン・ディスク・クラッチ（Twin Disc Clutch Co. 現・Twin Disc Inc.）から技術導入することで変速機の早期開発を計った。
同社は1953年に、湿式多板クラッチによる直結段を持つリスホルム・スミス方式の液体式変速機「DF115」を完成した。同年3月から国鉄の協力により、DF1のテストに用いられた42500形2両にDF115を搭載、川越線で長期走行テストを繰り返した。その結果、45000系気動車が量産に移った後の1955年に国鉄に制式採用された。
DF115はクラッチ構造などの基本メカニズムこそ異なっていたが、減速比や制御システム、取扱方法はTC-2形と同等に揃えられている。従って、TC-2装備車とDF115装備車は相互に連結して運転でき、そのため国鉄は気動車用の変速機として両タイプを併用した。
とかく統一設計にこだわりがちであった国鉄が、気動車変速機について2社2方式併用となったのは、基本を海外ライセンスに依らざるを得ないため設計変更が難しいことから、同一仕様だが部分構造を違えた変速機を用いることでリスクに備える意味合いがあったとされる。新潟鉄工所は戦前からの有力な鉄道車両・エンジンメーカーであって国内メーカーを育成することを企図する国鉄がその参入を妨げるべき理由もなく、更に新潟が導入したツイン・ディスク・クラッチの設計は、単板クラッチのリスホルム・スミスの原型よりも進んだ多板クラッチ式で、その面からも導入が助けられたとも言える。

### TC-2とDF115のその後
「DMH17系エンジン+TC-2またはDF115系液体式変速機」という組み合わせの液体式気動車は、1953年以降地方私鉄においても導入が進められたが、その初期はブレーキや台車については、古い機械式気動車並の水準に留まる例が多かった。すなわち、国鉄42000形のTR29同等もしくは類似の平鋼組立式菱枠形台車（新潟鉄工所NH38など）に、旧式なGPS系空気ブレーキ（直通・自動両用型）を組み合わせる手法である。
もっとも、これは必ずしも当時の私鉄各社が保守的であったことを意味していない。菱枠台車はシンプルで旧弊な外観に反し、実際には強度が充分高くまた、ばね設定さえ適切であれば良好な乗り心地を得られるなど非常に合理的な設計であったため、欠陥設計のDT19をあえて導入する必要が薄かったことと、DA1系自動ブレーキを必要とするほどの長大編成運用が実施されていなかったことによるところが大きい。
私鉄でも必然性があれば、1955年に製造された小田急キハ5000形に代表される如く、国鉄と同等かそれ以上の機器を搭載して気動車を製造した例は少なからず存在した。国鉄向けと同等に、鋼板溶接組立台車とDA1系ブレーキが私鉄で本格的に普及し始めるのは、1958年以降のことである。
TC-2とDF115は、共に戦前（1930年代）のリスホルム・スミスの設計を同根としており、コントロールも非自動で、第二次世界大戦後の技術発展によって早々に旧式化していたが、出力の低いDMH17系機関が標準となっていた日本国有鉄道および各私鉄での使用には相応に適した水準の変速機であり、1960年代末までの国鉄気動車大量増備期にDMH17系エンジンと共に量産されて、気動車普及の一翼を担った。
なお、当初のTC-2とDF115は、共にトルクコンバーター用のフルードに燃料同様の軽油を用いていたが、その後、軽油より粘度の高い「ダフニートルクオイルB」フルードを専用に使うことになり、それぞれTC-2AとDF115Aとなった。
DF115系は設計こそ古いものの、車両メーカー系の製品であることも手伝って、1990年代に至っても第三セクター鉄道向け軽快気動車用として新規製作されるほどのロングセラーとなった。新潟コンバータが代替となる直結2段式の新型変速機を開発したことでDF115は製造を終了したが、2021年現在も第三セクター鉄道の気動車の一部、およびJR四国・JR九州の国鉄引き継ぎ気動車の一部に用いられている。
これに対し、乾式単板クラッチのTC-2系は、2021年時点でも使用している気動車は見られるものの、実用例は小湊鉄道など極めて少なくなっている。これには2001年に国土交通省が省令を改正し、乾式クラッチの液体式変速機の重要部検査周期を短く制限してしまったことも影響している。